# كأس العالم لكرة السلة للسيدات 1959
كأس العالم لكرة السلة للنساء 1959 هو موسم من كأس العالم لكرة السلة للنساء. أقيم خلال الفترة 10 أكتوبر 1959 وحتى 18 أكتوبر 1959، وشارك فيه  8 فريقاً، وفاز فيه منتخب الاتحاد السوفيتي الوطني لكرة السلة للنساء.